# Institution Sainte-Marie de Riom
 (septembre 2024).
La mise en forme du texte ne suit pas les recommandations de Wikipédia : il faut le « wikifier ».
Les points d'amélioration suivants sont les cas les plus fréquents :
- Les titres sont pré-formatés par le logiciel. Ils ne sont ni en capitales, ni en gras.
- Le texte ne doit pas être écrit en capitales (les noms de famille non plus), ni en gras, ni en italique, ni en « petit »…
- Le gras n'est utilisé que pour surligner le titre de l'article dans l'introduction, une seule fois.
- L'italique est rarement utilisé : mots en langue étrangère, titres d'œuvres, noms de bateaux, etc.
- Les citations ne sont pas en italique mais en corps de texte normal. Elles sont entourées par des guillemets français : « et ».
- Les listes à puces sont à éviter, des paragraphes rédigés étant largement préférés. Les tableaux sont à réserver à la présentation de données structurées (résultats, etc.).
- Les appels de note de bas de page (petits chiffres en exposant, introduits par l'outil «  Source ») sont à placer entre la fin de phrase et le point final[comme ça].
- Les liens internes (vers d'autres articles de Wikipédia) sont à choisir avec parcimonie. Créez des liens vers des articles approfondissant le sujet. Les termes génériques sans rapport avec le sujet sont à éviter, ainsi que les répétitions de liens vers un même terme.
- Les liens externes sont à placer uniquement dans une section « Liens externes », à la fin de l'article. Ces liens sont à choisir avec parcimonie suivant les règles définies. Si un lien sert de source à l'article, son insertion dans le texte est à faire par les notes de bas de page.
- La présentation des références doit suivre les conventions bibliographiques. Il est recommandé d'utiliser les modèles {{Ouvrage}}, {{Chapitre}}, {{Article}}, {{Lien web}} et/ou {{Bibliographie}}. Le mode d'édition visuel peut mettre en forme automatiquement les références.
- Insérer une infobox (cadre d'informations à droite) n'est pas obligatoire pour parachever la mise en page.

Pour une aide détaillée, merci de consulter Aide:Wikification.
Si vous pensez que ces points ont été résolus, vous pouvez retirer ce bandeau et améliorer la mise en forme d'un autre article.
 (septembre 2024).

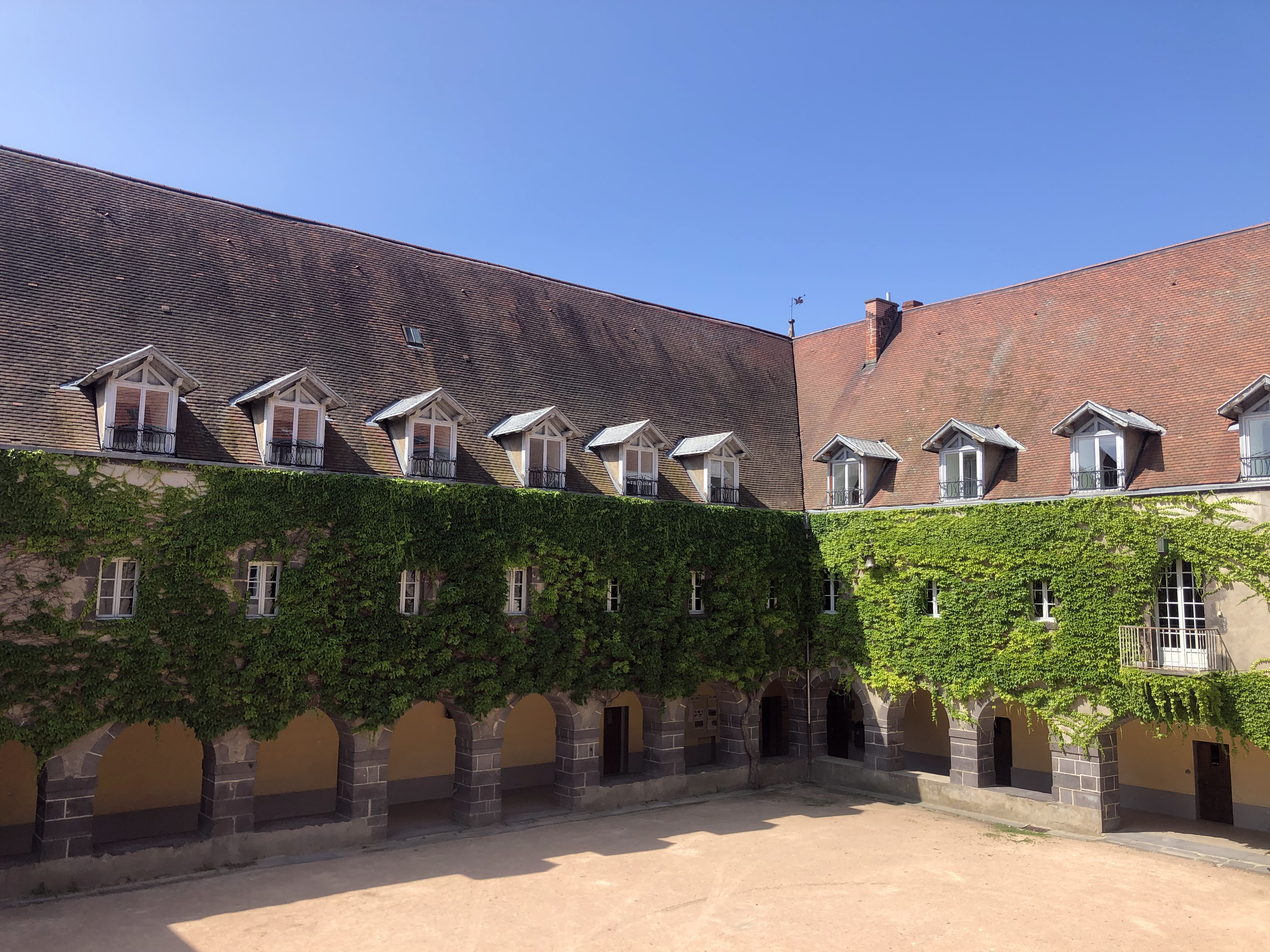
Le cloître du XVIIè siècle

L’Institution Sainte-Marie de Riom est un établissement privé catholique d’enseignement secondaire fondé en 1856 par les Pères maristes, comprenant un collège et un lycée. La congrégation des Pères maristes en assure la tutelle aujourd’hui encore.

## Historique
En 1856, la municipalité de Riom confie la gestion de l’ancien collège des Oratoriens aux Pères maristes installés depuis peu dans la ville. Le Secrétaire d'État à l'Instruction publique approuve par décret le traité signé entre les deux parties. L’établissement prend le nom d’Institution Sainte-Marie et 83 élèves y sont inscrits la première année.

En décembre 1870, les locaux de Sainte-Marie sont réquisitionnés par l’Intendance militaire pour accueillir des soldats blessés au combat lors de la guerre franco-prussienne. Les cours reprennent au printemps suivant. Un ancien élève de l’Institution, Michel de Féligonde, est tué à la bataille du Mans en janvier 1871. Il allait avoir 19 ans.

L’expulsion des congrégations en 1880 inaugure des années difficiles pour les établissements catholiques d’enseignement. En 1886, sous la pression du ministre de l’Instruction publique, le traité qui lie l’Institution à la ville de Riom n’est pas renouvelé. Contraints de quitter leur collège, les Pères achètent un ancien couvent de Visitandines, qu’ils rafraîchissent et agrandissent, avec l’aide de l’association des Anciens Élèves.

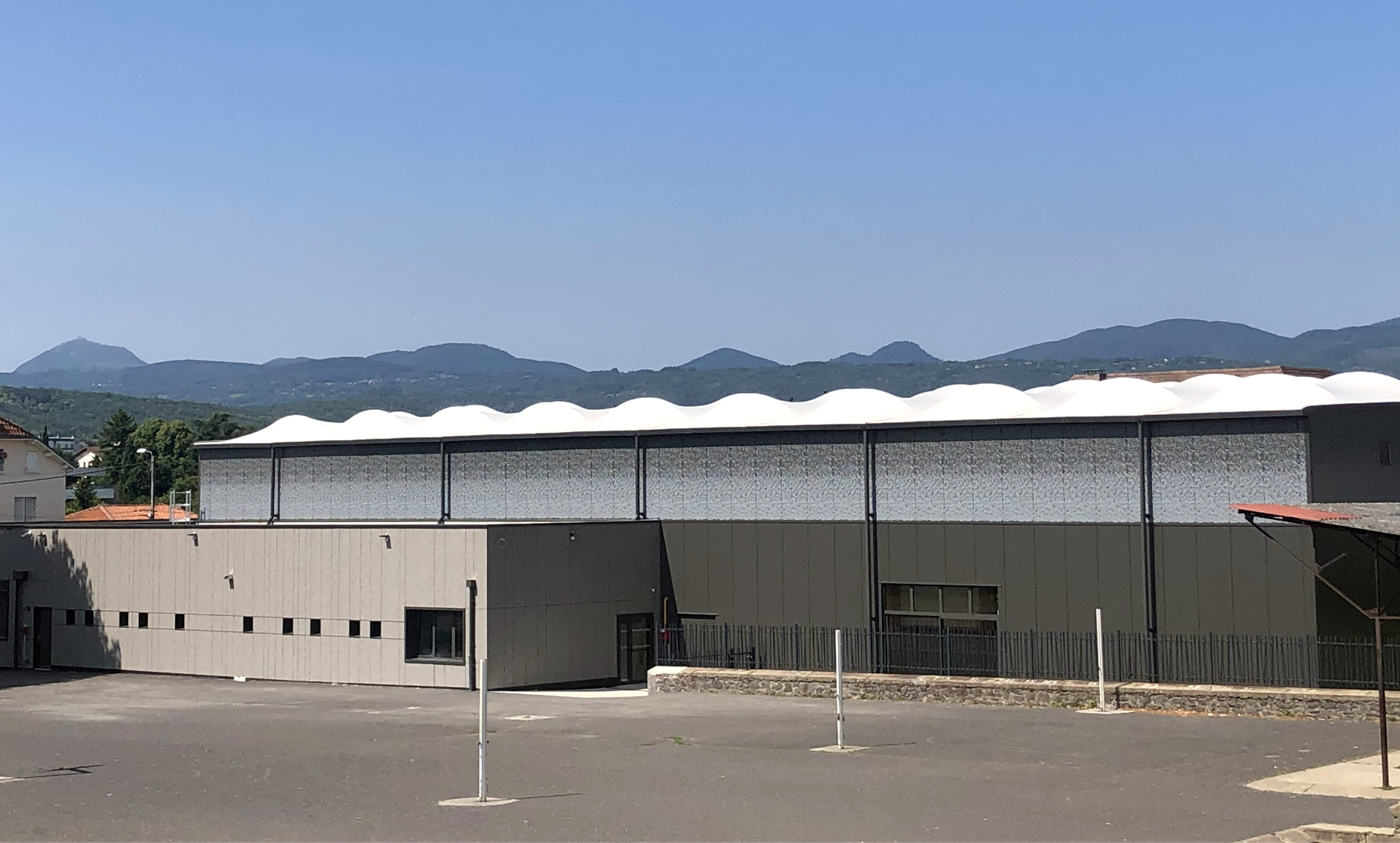
Le gymnase et la chaîne des Puys en arrière-plan

La Première guerre mondiale a peu d’incidence sur le fonctionnement de l’établissement. Mais cent vingt-deux anciens élèves et neufs professeurs et anciens professeurs meurent au champ d’honneur. Scellée sous le cloître de Sainte-Marie, une plaque en lave émaillée leur rend hommage.

L’entre-deux-guerres est marqué par un accroissement des effectifs et par la construction, en 1936, d’un nouveau bâtiment, dont l’imposante façade Art déco a été restaurée en 2012. Quand la Seconde guerre mondiale éclate, les effectifs grossissent encore avec l’arrivée de familles venues dans la région pour fuir les combats. En mai 1944, après réquisition, les Allemands installent un hôpital dans Sainte-Marie, qu’ils abandonnent précipitamment à la fin du mois d’août.

Dans les années 50, Sainte-Marie poursuit son développement, toujours sous l’impulsion des Pères, et les années 60 voient l’arrivée des premières jeunes filles. En 1976, pour la première fois, un laïc, M. Guy Darmet, prend la direction de l’Institution, laquelle compte aujourd’hui 915 élèves, collégiens et lycéens confondus, 80 professeurs et 30 membres du personnel.

## Enseignement

### Collège
Le collège compte 20 classes, 5 par niveau, de la 6ème à la 3ème.

Les classes «COOP» ou coopératives constituent l’une des spécificités de l’enseignement dispensé au collège de Sainte-
Marie (2 classes de 6ème, une de 5ème). Elles encouragent les élèves à s’entraider, sous le regard du professeur.

Autres spécificités, les classes d’anglais renforcé et le dispositif optionnel «English way». Ce dernier repose sur la pratique de l’anglais oral (saynètes, chansons, reportages, débats, discours, etc.).

L’Institution Sainte-Marie accueille des élèves au sein de ses classes ULIS depuis la fin des années 90.

### Lycée
Le lycée compte 4 classes de seconde depuis la rentrée 2024, 3 classes de 1ère et 3 classes de terminale.

8 spécialités sont proposées aux élèves de première et de terminale: Histoire Géographie, Géopolitique et Sciences Politiques; Littérature, Langues et Cultures Étrangères, Anglais Contemporain; Sciences Économiques et Sociales; Mathématiques; Sciences de la Vie et de la Terre; Physique-Chimie; Humanités, Littérature et Philosophie; Arts Plastiques.

Les langues anciennes (latin, grec), la langue coréenne ou encore la musique figurent au nombre des options.

Sport: Sainte-Marie entretient des liens étroits avec les Archers Riomois, club de tir à l’arc où est licenciée Lisa Barbelin, médaille de bronze aux J.O. de Paris 2024. 3 anciens élèves de Sainte-Marie ont rejoint le Pôle France et le Pôle Espoirs de la Fédération Française de Tir à l’Arc en 2023.

En début d’année, chaque élève intègre une des 6 fraternités du lycée.

Baccalauréat: 100% de réussite en 2024 et 76% de mentions.

## Infrastructures

### Cloître
Le cloître date de la première moitié du XVII siècle. Il fut bâti selon «le plan dressé par saint François de Sales lui-même pour l’aménagement des couvents de son ordre.»

### Gymnase
Le gymnase de Sainte-Marie, à structure en bois, a été inauguré le 9 décembre 2023. Il comprend un plateau d’évolution (handball, basket-ball, badminton, etc.) et une «salle-tapis» (step, lutte, etc.).

## Personnalités
- Étienne Clémentel (1864-1936), maire de Riom et ministre de la Troisième République;
- Jean de Bonnefon (1866-1928), écrivain et journaliste;
- Raymond Tabournel (1872-1918), professeur d'histoire et directeur de l'École Sainte-Geneviève à Versailles. Son nom est inscrit au Panthéon parmi les 560 écrivains morts au champ d'honneur pendant la Première Guerre mondiale.
- Théophile Tailhandier (1874-1939), peintre et affichiste. Il a notamment peint la table d’orientation de la Samaritaine;
- Gilbert Sardier (1897-1976), aviateur, as de la Première Guerre mondiale;
- Charles Jaffeux (1902-1941), peintre et graveur;
- Jean-Marie Villot (1905-1979), cardinal secrétaire d'État du Saint-Siège de 1969 à 1979 ;
- Louis Dussour (1905-1986), peintre, fresquiste;
- Pierre Berthomier (1910-1944), aviateur et résistant, membre du réseau Alliance, mort pour la France;
- Jean-Pierre Cuny (1930-2000), réalisateur et écrivain;
- Jacques Blanc (né en 1939), homme politique;
- François Boucheix (né en 1940), peintre surréaliste. Un musée lui est entièrement consacré à Vichy;
- Jean-Loup Chiflet (né en 1942), écrivain et éditeur;
- François-Xavier de Guibert (né en 1946), éditeur;
- Jacques Mailhot (né en 1949), humoriste et chansonnier;
- Nicolas de Tavernost (né en 1950), président du directoire de Métropole Télévision (M6) entre 2000 et 2024;
- Laure Boulleau (née en 1986), footballeuse et consultante TV.

## Autour de l’Institution Sainte-Marie
Le Panache, film de la réalisatrice Jennifer Devoldère avec José Garcia, Aure Atika et Joachim Arseguel dans les rôles principaux, a été tourné en partie à Sainte-Marie, en août 2023. Le scénario est une adaptation de la pièce Dans la Peau de Cyrano de Nicolas Devort.

## Sources
- Patrick Nouaille-Degorce, Matricule de la Légion des Volontaires de l’Ouest (Zouaves Pontificaux), d’après l’exemplaire dactylographié du musée de Loigny, mémoire de DEA, université de Nantes, 2000.
- Baccalauréat : https://classement-lycees.etudiant.lefigaro.fr/departement-puy-de-dome/
- Edouard Éverat, Le Monastère de la Visitation Sainte-Marie de Riom et Jeanne-Charlotte de Bréchard, Imprimerie M. Bellet et Fils éditeurs, Clermont-Ferrand,1892, p.87. Gallica : https://gallica.bnf.fr/ark:/12148/bpt6k229334t/f1.item